# Carlos Tenorio
Carlos Vicente Tenorio Medina (* 14. Mai 1979 in Esmeraldas) ist ein ehemaliger Fußballspieler aus Ecuador, der auch in der Nationalmannschaft spielte. Tenorio war ein erfahrener Stürmer, der vor allem für sein Kopfballspiel bekannt war.
Tenorio begann seine Karriere bei LDU Quito und machte dort als zweitbester Torschütze seiner Mannschaft in der Saison 2001 auf sich aufmerksam. Aufgrund seiner guten Leistungen debütierte er am 14. November 2001 in der Nationalmannschaft bei einem WM-Qualifikationsspiel gegen Chile, das 0:0 endete. Er wurde für die Weltmeisterschaft 2002 nominiert und bestritt alle drei Vorrundenspiele seiner Mannschaft, ohne ein Tor zu erzielen.
Zur Saison 2003 wurde er von Liga de Quito für fünf Monate zu al-Nassr FC nach Saudi-Arabien ausgeliehen. Er unterzeichnete für die Saison 2004 einen Vertrag bei Al-Sadd in Doha, absolvierte zuvor aber noch einige Begegnungen für seinen ecuadorianischen Verein. In seinem ersten Jahr in Katar wurde er nach Gabriel Batistuta der zweitbeste Torjäger der Liga. Mit seiner Mannschaft gewann er auch den Landesmeistertitel 2004. Im Juni 2009 wechselte er nach Dubai zu Al-Nasr SC.
Mit der Nationalmannschaft konnte er sich für die Fußball-Weltmeisterschaft 2006 qualifizieren und gehörte dem Kader Ecuadors für die WM an. Im ersten Spiel bei der WM brachte Tenorio gegen die favorisierten Polen seine Mannschaft durch einen Kopfball in Führung. Es war Tenorios sechstes Tor im 30. Länderspiel. Das Spiel konnte Ecuador nach einem weiteren Tor von Agustín Delgado mit 2:0 für sich entscheiden. Auch im zweiten Spiel dieser WM gelang Tenorio wieder durch einen Kopfball der Führungstreffer gegen Costa Rica zum 1:0.

## Auszeichnungen
- Qatar Stars League: Torschützenkönig: 2005/06
- Saudi Professional League: Torschützenkönig: 2009/10

| Personendaten    | Personendaten                                       |
| ---------------- | --------------------------------------------------- |
| NAME             | Tenorio, Carlos                                     |
| ALTERNATIVNAMEN  | Tenorio Medina, Carlos Vicente (vollständiger Name) |
| KURZBESCHREIBUNG | ecuadorianischer Fußballspieler (Sturm)             |
| GEBURTSDATUM     | 14. Mai 1979                                        |
| GEBURTSORT       | Esmeraldas, Ecuador                                 |